# مصلحة الجمارك الليبية
مصلحة الجمارك الليبية أو مصلحة الجمارك أو الجمارك الليبية في ليبيا هي هيئة مدنية نظامية تابعة لوزارة المالية يقع مقرها الرئيسي في طرابلس الغرب تتولى تنفيذ ومتابعة السياسات والقرارات الخاصة بعمليات الاستيراد والتصدير والرقابة الجمركية والأمنية في جميع المنافذ البرية والجوية والبحرية ومراقبة جميع السلع الصادرة والواردة إلى البلاد وتحصيل الرسوم الجمركية المقررة والضرائب الأخرى ومكافحة التهريب ومنع دخول البضائع المحظورة وذلك وفقاً للقوانين واللوائح والقرارات المعمول بها في هذا الشأن.

## التاريخ
أسست الجمارك الليبية في عام 1946 ميلادي، خلال الفترة التي كانت ليبيا تحت الحكم البريطاني في ولاية طرابلس. وبعد استقلال ليبيا في عهد المملكة الليبية في عام 1951، أصدر أول قانون رسمي للجمارك، ومنذ ذلك الحين، شهدت الجمارك سلسلة من التطورات والتعديلات في القوانين التي تنظم عملها.
في 24 سبتمبر 1990، أصدرت اللجنة الشعبية العامة في عهد الجماهيرية الليبية قراراً بإنشاء مصلحة الجمارك، وذلك بموجب القرار رقم 815 لسنة 1990. تم تشكيل المصلحة لتنظيم الأنشطة الجمركية وتسهيل عمليات الاستيراد والتصدير في البلاد.

## الهيكلية الإدارية
تشكلت الهيكلية الإدارية لمصلحة الجمارك من التقسيمات التنظيمية التي نص عليها قرار نشاء مصلحة الجمارك رقم 815 لسنة 1990 في مادته الرابعة، وكانت تتميز ببساطتها التي كانت تخدم حجم عمل الجمارك الليبية في تلك الفترة. ومع تطور عمل المصلحة، اعتمدت مصلحة الجمارك نهجًا تنظيميًا هرميًا يهدف إلى تنظيم الصلاحيات والمسؤوليات بشكل واضح ومنظم. يتميز هذا الهيكل التنظيمي بتقسيمه إلى ثلاثة مستويات رئيسية تخضع مباشرة لسلطة المدير العام. يتألف هذا الهيكل من:

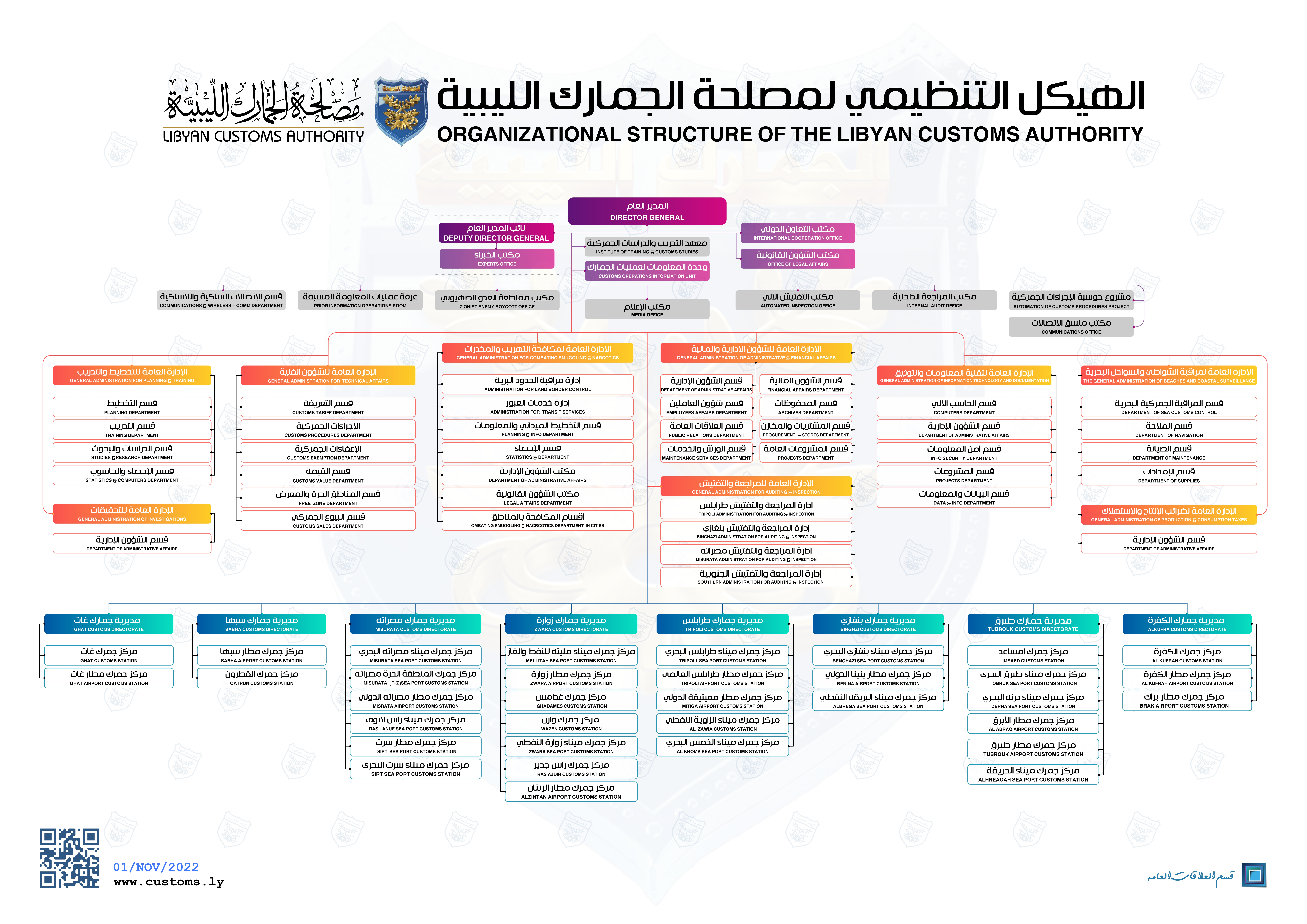
الهيكل التنظيمي لمصلحة الجمارك الليبية

1. المكاتب ذات الطبيعة الحساسة: تعتبر هذه المكاتب القلب النابض لعمليات المصلحة، حيث تتمثل في مكاتب تتولى مهاماً حيوية وحساسة تتطلب اتخاذ القرارات الهامة والحساسة.
2. الإدارات العامة الرئيسية: تشكل هذه الإدارات العمود الفقري للمصلحة، حيث تتولى مسؤوليات واسعة النطاق ومتعددة الجوانب، تشمل التنسيق والتنظيم والتنفيذ والمراقبة.
3. المديريات الموزعة في جميع مناطق ليبيا: تمثل هذه المديريات الواجهة المباشرة للمصلحة في مناطق مختلفة من البلاد، حيث تتولى تنفيذ السياسات والإجراءات والتوجيهات الصادرة من الإدارة العليا.

تتفرع من هذه المستويات الرئيسية مجموعة من الإدارات والمكاتب والأقسام الفرعية، التي تعمل على تنفيذ المهام والواجبات المحددة لها وفقاً للسياسات والإجراءات المعتمدة، وتسهم بشكل فعال في تحقيق أهداف المصلحة ورؤيتها.

## التشريعات المُنظِمة
نظم عمل الجمارك الليبية منذ إنشاؤها عدة قوانين وقرارات هي:
- قانون رقم 19 لسنة 1954 م بشأن الجمارك، نشر في 27 أبريل 1954 (ملغي).[5]
- قانون رقم 67 لسنة 1972 م بشأن إصدار قانون الجمارك، نشر في 23 مايو 1972 (ملغي).[6]
- قانون رقم 10 لسنة 2010 م بشأن الجمارك، نشر في 28 يناير 2010 (ساري).[7]

## العضوية
انضمت ليبيا للمنظمة العالمية للجمارك (WCO)، في 11 يناير 1983م. أصبحت ليبيا عضواً رسمياً في المنظمة الدولية التي تعنى بتطوير وتنسيق الأنشطة الجمركية على الصعيد العالمي. من خلال هذه الانضمام، تعهدت ليبيا بالامتثال لمعايير الجمارك العالمية والمشاركة في جهود تطوير وتعزيز النظم الجمركية الدولية، بما يشمل تبادل المعلومات والخبرات وتبني الممارسات الجيدة والتعاون مع الدول الأعضاء الأخرى في المنظمة.

## وصلات خارجية
- الموقع الإلكتروني الرسمي لمصلحة الجمارك الليبية
- الصفحة الرسمية للجمارك الليبية على الفيسبوك